# 赵彦徽
赵彦徽（？—968年），后周到宋朝初年将领。安喜（今河北定州）人。陈桥兵变的六功臣之一。
赵彦徽、赵匡胤同为周世宗属将，赵匡胤曾拜他为兄。陈桥兵变，殿前都指挥使石守信、侍卫亲军马军都指挥使高怀德、侍卫亲军步军都指挥使张令铎、殿前都虞候王审琦、虎捷右厢都虞候张光翰、龙捷右厢部指挥使赵彦徽六人为首拥立赵匡胤黄袍加身，建立北宋。赵彦徽自虎（龙）捷右厢都指挥使、岳州（今属湖南，时属湖南割据的武平节度使）防御使，转为武信（遂州，今四川遂宁，时属后蜀）节度使、步军都指挥使。建隆元年（960年）五月，宋太祖为直接掌握侍卫亲军司的兵权，在平定潞州李筠之后，赵彦徽与张光翰首先被罢军职，解除他们的兵权，赵彦徽的军职为罗彦瓌所接替，张光翰为韩重赟接替。
赵彦徽改为建雄军（晋州，今山西临汾）节度使。乾德元年（963年）十二月，宋太祖遣内容省使曹彬、通事舍人王继筠分诣晋州、潞州，与节度使赵彦徽、李继勋会兵入北汉境，攻其边邑及辽州、石州。赵彦徽在晋州不恤民事，专务聚敛，私帑所藏钜万，宋太祖虽然知道，但没有对他惩戒。赵彦徽入朝，宋太祖设宴款待，因饮酒过度得病，送回晋州，开宝元年（968年）五月，病故。
　　